# Malancha
Malancha és un estuari a la badia de Bengala al districte de 24 Parganas (Bengala Occidental, Índia) a 21° 42′ N, 89° 26′ E / 21.700°N,89.433°E. El formen la combinació dels rius Kabadak i Kholpetua. Està situat a uns 10 km a l'est de l'estuari de Raimangal; disposa d'un canal cap a la mar al sud-oest.